# Marina Ginestà
Marina Ginestà i Coloma (Toulouse, 29 de janeiro de 1919 – Paris, 6 de janeiro de 2014) foi uma veterana francesa-catalã da Guerra Civil Espanhola e membro da Juventude Socialista Unificada. Ela tornou-se famosa devido à foto tirada por Juan Guzmán no telhado da Plaça de Catalunya 9, 08002 Barcelona durante a insurreição militar de julho de 1936 em Barcelona. É uma das fotografias mais emblemáticas da Guerra Civil Espanhola.

## Biografia
Ginestà nasceu em Toulouse, em 29 de janeiro de 1919, em uma família de esquerda da classe trabalhadora que havia emigrado para a França da Espanha. Seus pais eram os alfaiates: Empar Coloma Chalmeta, de Valência, e Bruno Ginestà Manubens, de Manresa. Ela se mudou para Barcelona com seus pais aos 11 anos. Ginestà mais tarde se juntou ao Partido Socialista Unificado da Catalunha. Quando a guerra estourou, ela serviu como jornalista e tradutora assistente de Mikhail Koltsov, correspondente do jornal soviético Pravda. Antes do final da guerra, Ginestà foi ferida e evacuada para Montpellier. Quando a França foi ocupada pelos nazistas, ela fugiu para a República Dominicana, onde se casou. Em 1946, ela foi obrigada a deixar o país por causa da perseguição do ditador Rafael Trujillo. Em 1952, Ginestà casou-se com um diplomata belga e voltou para Barcelona. Ela mudou-se para Paris em 1978. Marina Ginestà morreu lá aos 94 anos em janeiro de 2014.

## A fotografia
A famosa fotografia foi tirada em 21 de julho de 1936. Mostra a garota de 17 anos posando com um rifle no topo do original Hotel Colón. Como era jornalista, era a única vez que Ginestà estava carregando uma arma. A imagem foi vista mais tarde na capa do livro Las Trece Rosas de Carlos Fonseca. O hotel foi destruído após a guerra e em seu lugar é hoje a construção do Banco Español de Crédito.